# Team SmartStop
Team SmartStop is een wielerploeg die een Amerikaanse licentie heeft. De ploeg bestaat sinds 2009. Team SmartStop komt uit in de continentale circuits van de UCI. James Bennett is de manager van de ploeg.

## Seizoen 2014

### Transfers
| Inkomend         | Team 2013                        | Uitgaand     | Team 2014                      |
| ---------------- | -------------------------------- | ------------ | ------------------------------ |
| Julian Kyer      | Bissell Pro Cycling              | Isaac Howe   | Champion System-Stans No Tubes |
| Joshua Berry     | La Pomme Marseille               | Chris Uberti | Astellas Cycling Team          |
| Rob Britton      | Team Raleigh                     | Clay Murfet  | Astellas Cycling Team          |
| Zachary Bell     | Champion System Pro Cycling Team | Thomas Brown | Astellas Cycling Team          |
| Michael Torckler | Bissell Pro Cycling              |              |                                |
| Jure Kocjan      | Euskaltel-Euskadi                |              |                                |
| Cameron Cogburn  | Geen                             |              |                                |
| Kris Dahl        | Neo                              |              |                                |
| Shane Haga       | Neo                              |              |                                |

## Seizoen 2013

### Renners
| Naam                             | Geboortedatum    | Nationaliteit       | Ploeg 2012                       |
| -------------------------------- | ---------------- | ------------------- | -------------------------------- |
| Thomas Brown                     | 22 februari 1987 | Verenigde Staten    |                                  |
| Ben Chaddock                     | 9 april 1985     | Canada              | Team Exergy                      |
| Flavio De Luna (vanaf 13 juli)   | 26 januari 1990  | Mexico              | Team SpiderTech-C10              |
| Jonathan Hamblen                 | 26 november 1975 | Verenigde Staten    |                                  |
| Isaac Howe                       | 4 maart 1986     | Verenigde Staten    | Kenda-5-Hour Energy Cycling Team |
| Shane Kline                      | 11 april 1989    | Verenigde Staten    |                                  |
| Bobby Lea                        | 17 oktober 1983  | Verenigde Staten    | Geen                             |
| Travis Livermon (tot 29 juni)    | 2 april 1988     | Verenigde Staten    |                                  |
| Eric Marcotte (vanaf 1 augustus) | 8 februari 1980  | Verenigde Staten    | Neo                              |
| Travis McCabe (vanaf 1 augustus) | 12 mei 1989      | Verenigde Staten    | Neo                              |
| Christopher Monteleone           | 5 maart 1988     | Verenigde Staten    |                                  |
| Clay Murfet                      | 22 februari 1989 | Australië           |                                  |
| Adam Myerson                     | 9 mei 1972       | Verenigde Staten    |                                  |
| Daniel Patten                    | 11 juli 1986     | Verenigd Koninkrijk | Geen                             |
| Jackie Simes                     | 5 november 1988  | Verenigde Staten    | Jamis-Sutter Home                |
| Frank Travieso                   | 21 maart 1980    | Verenigde Staten    | Geen                             |
| Chris Uberti                     | 11 oktober 1987  | Verenigde Staten    | Neo                              |
| Curtis Winsor                    | 19 november 1988 | Verenigde Staten    | Kenda-5-Hour Energy Cycling Team |
| Stagiair                         | Stagiair         | Nationaliteit       | Ploeg 2012                       |
| Kris Dahl                        | Kris Dahl        | Canada              | Neo                              |